# Luiz Orioni
Luiz Mendes da Silva Orioni (Franca, 20 de junho de 1929 - Rio de Janeiro, 12 de setembro de 1980), conhecido como Luiz Orioni, foi um ator brasileiro.

## Biografia
Luiz Orione formou-se em artes cênicas e nos anos 1950 trabalhou na TV Tupi, onde atuou no programa TV de Vanguarda.
Nos anos 1960 se fixou na TV Globo, onde participou de inúmeros trabalhos. Atuou em vários filmes no cinema e nunca fez teatro.
Morreu aos 51 anos, na madrugada de 12 de setembro de 1980, no Rio de Janeiro, vitimado por um enfisema. Foi enterrado no Cemitério de São João Batista.

## Filmografia

### Cinema
| Ano  | Título                                  |
| ---- | --------------------------------------- |
| 1955 | Aponte o Culpado                        |
| 1956 | O Sobrado                               |
| 1956 | Uma História de Ballet                  |
| 1957 | Paixão de Gaúcho                        |
| 1957 | O Volante Fantasma                      |
| 1957 | Absolutamente Certo                     |
| 1957 | Uma Certa Lucrécia                      |
| 1958 | Máscara de Ferro                        |
| 1958 | Macumba na Alta                         |
| 1958 | Chofer de Praça                         |
| 1959 | Alma Branca                             |
| 1959 | Cala a Boca, Etelvina                   |
| 1960 | Zé do Periquito                         |
| 1962 | Um Dia... Talvez                        |
| 1963 | Crime no Sacopã                         |
| 1964 | Asfalto Selvagem                        |
| 1967 | Terra em Transe                         |
| 1968 | Bebel, Garota Propaganda                |
| 1969 | Macunaíma                               |
| 1970 | Um Uísque antes, um Cigarro depois      |
| 1971 | O Pecado de Marta                       |
| 1973 | Um Edifício Chamado 200                 |
| 1974 | Relatório de um Homem Casado            |
| 1975 | Lucíola, o Anjo Pecador                 |
| 1975 | O Esquadrão da Morte                    |
| 1978 | O cortiço                               |
| 1978 | O Jeca e o seu Filho Preto              |
| 1979 | Histórias que Nossas Babás não Contavam |

### Televisão
| Ano       | Título                          | Papel              |
| --------- | ------------------------------- | ------------------ |
| 1952/1963 | TV de Vanguarda                 | Vários personagens |
| 1956      | Aimberê, o Pequeno Guerreiro    | Vento Negro        |
| 1956      | Douglas Red                     | Douglas Red        |
| 1957      | O Pequeno Mundo de Dom Camilo   | Spiletti           |
| 1957      | Seu Genaro                      | Orioni             |
| 1958      | Marcelino, Pão e Vinho          | Frei Porto         |
| 1958      | TV Teatro                       | Vários personagens |
| 1959      | TV de Comédia                   | Vários personagens |
| 1960/1963 | Grande Teatro Tupi              | Vários personagens |
| 1962      | Cleópatra                       | Potinus            |
| 1964      | Alma Cigana                     | Atael              |
| 1965      | Somos Todos Irmãos              | Samuel             |
| 1965      | A Outra                         | Henrique           |
| 1966      | Eu Compro Esta Mulher           | Alvarez            |
| 1966      | Somos Todos Irmãos (Tupi)       | Klauss             |
| 1966      | O Sheik de Agadir               | Legrand            |
| 1967      | A Sombra de Rebecca             | Percy Harrison     |
| 1967      | Anastácia, a Mulher sem Destino | Rodésio            |
| 1968/69   | Os Diabólicos                   | Henri              |
| 1970/1972 | Faça Humor, Não Faça Guerra     | Vários Personagens |
| 1975      | Gabriela                        | João Fulgêncio     |
| 1975/76   | A moreninha                     | Juca               |
| 1976      | Vejo a Lua no Céu               | Alberto Medeiros   |
| 1976/77   | Estúpido Cupido                 | Miguel Medeiros    |
| 1977/78   | Sem Lenço, sem Documento        | Juvenal            |
| 1978      | Gina                            | Genaro             |
| 1979      | Pai Herói                       | Osório             |
| 1979      | Memórias de Amor                | Profeta Assunção   |
| 1979/80   | Os Gigantes                     | Dalmo              |
| 1980      | Chega Mais                      | Tião               |